# Назим Хікмет
Нази́м Хікме́т Ран (тур. Nâzım Hikmet Ran; 20 листопада 1901, Салоніки — 3 червня 1963, Москва) — турецький поет, прозаїк, драматург і громадський діяч. Засновник сучасної турецької поезії, першим у Туреччині почав практикувати верлібр. Отримав прізвисько «ясноликий поет» (Güzel Yüzlü Şair). Твори Назима Хікмета перекладені більш ніж на п'ятдесят мов світу. Був комуністом, через що зазнавав переслідувань на батьківщині і більшу частину життя провів у тюрмах та вигнанні.

## Сім'я
Походив з аристократичної родини. Батько, Хікмет Бей, був держслужбовцем, працював в апараті Міністерства закордонних справ Османської імперії. Його батько Мехмет Назим Паша в різні часи був губернатором у Діярбакирі, Алеппо, Коньї та Сівасі, він входив до суфійського ордену Мевлеві та сповідував лібертарні погляди.
Мати Назима, Джеліле Ханим, була освіченою на свій час жінкою, художницею, знала французьку мову, вміла грати на фортепіано. Вона була дочкою османського генерала Енвера Джелаледдіна-паші і онукою поляка Константіна Божецкі (1826–1876), котрий емігрував у Османську імперію під час революції 1848 року, змінив підданство й віросповідання і під іменем Мустафи Джелаледдіна-паші служив офіцером в османському війську. У 1869 році в Стамбулі вийшла його праця «Les Turcs anciens et modernes» («Давні і сучасні турки») — книга, яка започаткувала модерну турецьку політичну думку.
Інший прадід Назима по материнській лінії, османський генерал Мехмет Алі-паша (1827–1878), народився в Бранденбурзі (Пруссія), його справжнє ім'я було Людвіг Карл Фрідріх Детройт (Карл Детрой). Замолоду він покинув дім, мандрував, у Османській імперії прийняв іслам, змінив ім'я і вступив до військового училища. Відзначившись у Кримській війні, в 1865 році він став бригадним генералом і отримав титул паші. Під час російсько-турецької війни 1877—1878 років він очолював османське військо в Болгарії, пізніше брав участь у Берлінському конгресі 1878 року. Того ж року був убитий повстанцями в Косові.
Бабуся Назима по материнській лінії походила з черкеського роду.

## Життєпис
Назим Хікмет народився в Салоніках 20 листопада 1901 року — там у той час працював його батько. Втім, зареєстрували його народження лише 15 січня 1902; це й вважається офіційною датою появи Хікмета на світ. Він відвідував початкову школу Ташмектеп у стамбульському районі Гезтепе, а згодом — престижний Галатасарайський ліцей у районі Бейоглу. У 1913 році написав свій перший вірш, «Feryad-ı Vatan» («Плач Батьківщини»). Роки його навчання прийшлись на час політичного підйому в суспільстві, збуреному Першою світовою війною та Російською революцією. У 1918 році Хікмет закінчив Військово-флотську академію на Принцевих островах і якийсь час служив офіцером на військовому крейсері «Хамідійє», але в 1919 році захворів на плеврит і через стан здоров'я в 1920 році був звільнений від служби на флоті.
У 1921 році Назим Хікмет та його друзі — Вала Нуреттін, Юсуф Зія Ортач і Фарук Нафіз Чамлибель — вирушили із окупованого Стамбула в Анатолію, щоби приєднатися до Визвольної війни, побачити життя простого народу та налагодити зв'язки з соціалістичними організаціями. В Анкарі він разом з Валою Нуреттіном зустрівся з Мустафою Кемалем Пашею (Ататюрком), який очолював визвольний рух. Ататюрк попросив двох друзів написати вірша, який надихав би турків у Стамбулі та інших регіонах приєднуватися до боротьби. Результат їх праці сподобався ватажкам руху, вірш здобув шалену популярність серед молоді. Було вирішено не відправляти поетів на фронт, а призначити вчителями у ліцей міста Болу.
Втім, комуністичні погляди молодих учителів не сподобалися місцевим чиновникам, і Хікмет з Нуреттіном, вражені Жовтневою революцією, нелегально вирушили до Радянського Союзу. 30 вересня 1921 року вони прибули в Батумі, а в липні 1922 року вирушили до Москви. Там Хікмет вступає в Комуністичну партію і вчиться в Комуністичному університеті трудящих Сходу на факультеті «Економіка і суспільне життя». На нього справляють глибоке враження мистецькі експерименти Володимира Маяковського та Всеволода Меєрхольда. Вірші «драбиною» вразили його ще тоді, коли він не вивчив російської мови. У 1924 році в Москві вийшла перша поетична збірка Назима Хікмета «28 Kanunisani».
Того ж року він повертається в Стамбул і починає редагувати щоденний журнал «Айдинлик» («Світло», друкований орган нелегальної турецької Компартії), а також працювати в інших революційних виданнях. У лютому 1925 року турецький уряд закрив «Айдинлик» за виступи проти нової влади і на захист курдських повстанців. Співробітників журналу арештували і судили. Назим Хікмет зміг уникнути арешту й утік в Ізмір, де перейшов на нелегальне положення. Його заочно засудили на 15 років тюрми. У вересні 1925 року Хікмет знову тікає в СРСР. Там брав участь у створенні експериментального театру-студії, закритого в березні 1927 року. В Радянському Союзі Хікмет двічі одружився: перший шлюб із туркенею Нюзхет Ханим тривав недовго, і пізніше він одружився з росіянкою, лікарем Оленою Юрченко. В 1928 році, скориставшись амністією, він вирішив повернутися в Туреччину. Його дружина не змогла поїхати з ним, а невдовзі померла.
Сам Хікмет на батьківщині одразу був заарештований і провів у тюрмі вісім місяців. Після звільнення публікував вірші, романи, оповідання, статті, есе і п'єси в щоденній газеті «Akşam». У 1929 році вийшли друком його збірки віршів «835 рядків», «Джоконда і Сі Я-у». Тоді ж він почав працювати в редакції авангардистського журналу «Resimli Ay» («Ілюстрований місячник»), який спричинив фурор в інтелектуальних колах. У той час Хікмет познайомився з Пірайє Алтиноглу, якій тоді було 22 роки.
Попри репресії з боку держави, літератор швидко здобув визнання публіки, за 1930–1932 роки він випустив п'ять збірок віршів і дві п'єси. Втім, твори Хікмета часто зазнавали цензури, а самого його арештовували. За збірку «Телеграма, що прийшла вночі», в якій автор закликав турецьких комуністів стійко боротися за демократію, в 1933 році його заарештували, звинувативши в участі в забороненій організації та прагненні повалити режим, і засудили на п'ять років позбавлення волі. Надалі майже після кожної книги його засуджували до позбавлення волі. 1933–1935 роки Хікмет провів у в'язниці в Бурсі, де написав революційну «Поему про шейха Бедреддіна» та «Листи до Таранта Бабу» — поему про вторгнення італійських фашистів в Ефіопію.
У 1935 році він вийшов на волю по амністії і зміг одружитися з Пірайє. На той момент вона була розлучена і вже мала двох дітей. Щоби прогодувати сім'ю, Хікмет починає писати під різними псевдонімами оповідання в періодичній пресі, а також пише кіносценарії, займається озвучкою та режисурою на кіностудії «İpek Film».
В публіцистичній праці «Німецький фашизм і расова теорія» та в збірці віршів «Портрети» Хікмет викривав фашизм і його турецьких прибічників. У 1936 році вийшла його брошура «Національна гідність» — адаптований переклад праці В. Леніна «Про національну гідність великоросів». Водночас, сталіністське керівництво СРСР звинувачувало його в троцькізмі.

Назим Хікмет у в'язниці Чанкири

Напередодні Другої світової війни протистояння між правими та лівими інтелігентами в Туреччині сягнуло піку. У пресі наростав вал взаємних звинувачень, а Хікмета відкрито переслідували поліцейські провокатори. Під час політичного процесу в 1938 році військовий суд засудив Хікмета до 28 років і 4 місяців тюрми з забороною публікацій за звинуваченням у підбурюванні до заколоту. Провина поета полягала в тому, що у курсантів військового училища було знайдено книги з його віршами, які на той час перебували в вільному продажі. Цього разу у в'язницях Стамбула, Анкари, Чанкири та Бурси він провів більше дванадцяти років. Та його творча діяльність продовжилась і там: зокрема, за ґратами він переклав «Війну і мир» Льва Толстого, написав цикл віршів «Листи з тюрми» та найамбітнішу свою працю — епопею «Людська панорама з моєї країни». У бурській в'язниці він знайомиться з молодими митцями Орханом Кемалем та Ібрахімом Балабаном. У 1948 році він закохався в дочку свого дядька Мюневвер Андач (Берк), присвятив їй низку віршів і зрештою, після виходу з тюрми, одружився з нею, розлучившись із Пірайє.
Наприкінці 1940-х різко погіршав стан здоров'я поета. У 1949 році інтелектуали з усього світу, на чолі з Пабло Пікассо, Полем Робсоном і Жаном-Полем Сартром створили комітет, який домагався визволення Назима Хікмета. Його визволення вимагали й юристи Анкари та інтелектуали Стамбула, довівши, що тюремний строк Хікмета — результат судової помилки. У 1950 році, переживши серцевий напад, він провів 18-денне голодування. В результаті того ж року, після парламентських виборів, він був звільнений на підставі загальної амністії, у них з Мюневвер народився син Мехмет.
49-річний поет тривалий час ніде не міг знайти роботу, поліція вела постійний нагляд за ним, а невдовзі йому прислали повістку в армію. Побоюючись «випадкового» вбивства «при намаганні втечі», він був вимушений знову, цього разу назавжди, покинути Туреччину. Через Чорне море він утік у Румунію, а звідти в 1951 році прибув до СРСР. 25 липня турецький уряд позбавив Хікмета громадянства, і він на підставі походження свого прадіда набув громадянство Польської Народної Республіки, взявши прізвище Божецкі.

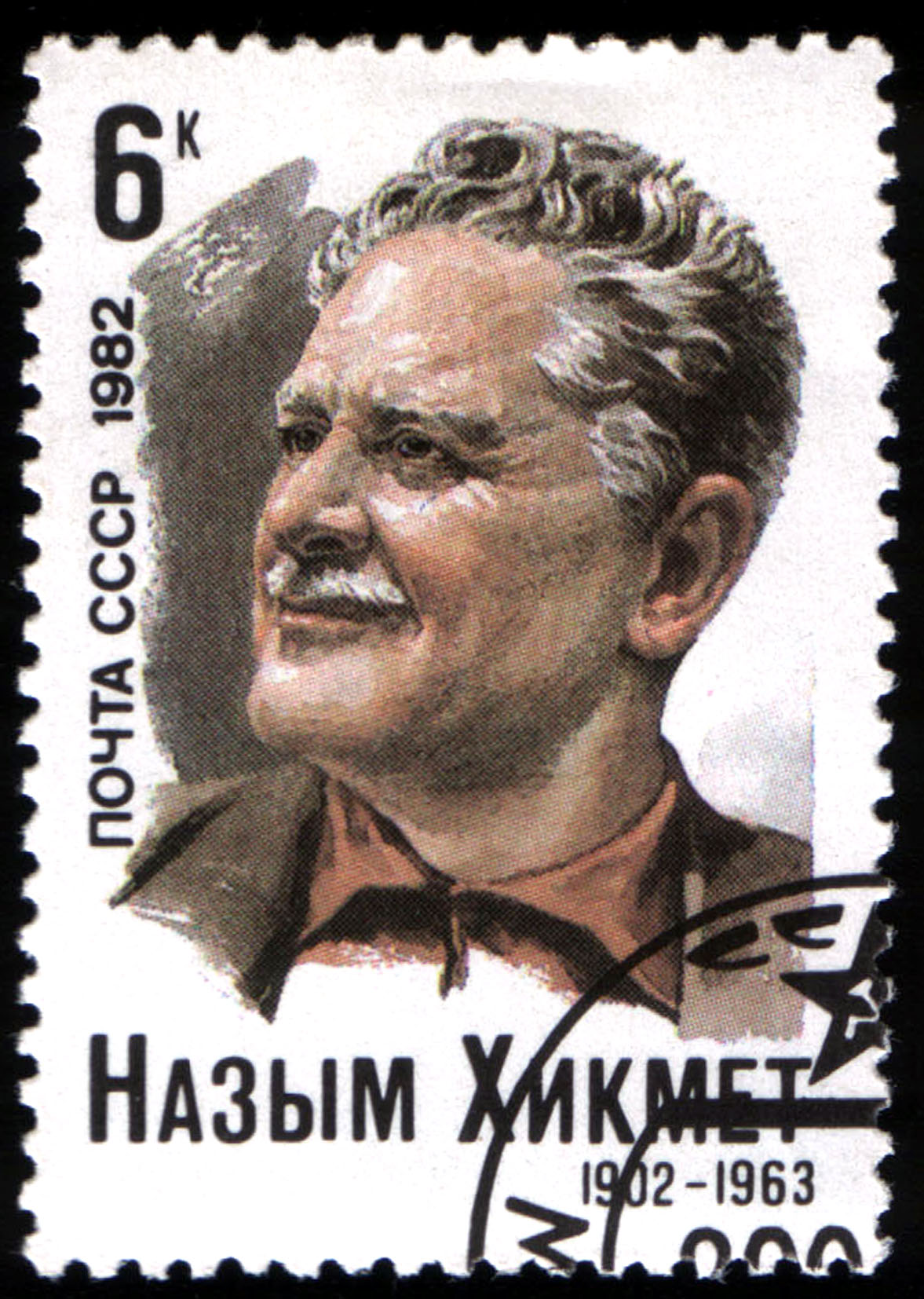
Радянська поштова марка з Назимом Хікметом

В Москві Хікмет став знаменитістю в інтелектуальних колах, він багато подорожував, особливо країнами соцтабору. Втім, життя в СРСР 1950-х років розчарувало його: Маяковський і Меєрхольд, як і авангардне мистецтво взагалі, рідко згадувались і офіційно не схвалювалися. Хікмета дратувала необхідність постійно згадувати про Сталіна в віршах і навмисні викривлення в перекладах його творів. За переказами, радянський істеблішмент, побоюючись спалахів гніву поета, влаштовував так, щоб Хікмет при потребі зустрічався з Маленковим, а не Сталіним. Про свої почуття він розповідав друзям, зокрема Іллі Еренбургу: «Я дуже поважаю товариша Сталіна, але не можу винести віршів, у яких його порівнюють із сонцем. Це не просто погана поезія, це поганий смак». Прагнучи уникнути ризикованих контактів із радянською дійсністю, поет повністю віддався діяльності на міжнародній арені: він щиро присвятив себе боротьбі за мир.
В 1951 році Назима Хікмета разом з Пабло Нерудою нагородили Міжнародною премією миру. Виступаючи проти війни, він, зокрема, підтримав боротьбу грецьких кіпріотів проти британського колоніального панування й закликав турецьке населення острова підтримати визвольний рух, бувши переконаним, що населення Кіпру може мирно жити разом. В 1952 році Хікмет став членом Бюро Всесвітньої Ради Миру.
Все ще сумуючи за дружиною та сином, які залишилися в Туреччині, Хікмет, тим не менше, завів роман із Галиною Григоріївною Колесниковою — молодою лікаркою, яка опікувалася ним у санаторії в Барвисі. Вони стали жити разом, Спілка письменників СРСР ухвалила її призначення особистим лікарем поета. Наприкінці 1955 року до Назима Хікмета прийшла делегація з «Союзмультфільму» за консультацією з приводу албанських народних костюмів. У складі делегації була кінодраматург і редактор Віра Тулякова, в яку поет одразу ж закохався. Попри те, що вона була одружена й мала дочку, а її покійний батько був на шість років молодшим за Хікмета, той почав регулярно ходити в «Союзмультфільм» з шоколадом і квітами, розповідати про албанський народний одяг. В 1960 році він одружився з Туляковою, переписавши свою дачу в Передєлкіно, автомобіль, меблі, радіо, телевізор, книги та картини Галині Колесниковій. Мюневвер і сина Мехмета він бачив лише раз і то недовго, під час поїздки в Варшаву.
3 червня 1963 року о 6:30 Назим Хікмет помер від серцевого нападу. Він був похований на московському Новодівочому кладовищі, його могила досі залишається об'єктом масового відвідування. Досі невиконаним залишається його бажання бути похованим під платаном на сільському цвинтарі в Анатолії.

### Громадянство
Попри репресії і заборону творчості Назима Хікмета в Туреччині, він залишався популярним поетом на батьківщині навіть під час Холодної війни. З його віршів було знято офіційну заборону в 1965 році, за два роки після його смерті.
Останні роки в Туреччині точилася дискусія навколо повернення поету турецького громадянства. На користь цього було зібрано тисячі підписів громадян, але націоналісти та праві політики чинили запеклий опір спробам реабілітувати «зрадника», який «виступав проти Ататюрка і проти держави». 5 січня 2009 року, за 58 років після вигнання, турецький уряд посмертно повернув громадянство Хікмету. Влада звернулася до родичів поета з запитом, чи хочуть вони повернути його рештки на батьківщину.

### Суди, в яких розглядалися справи за участю Хікмета
- 1925 — суд незалежності в Анкарі (під час Визвольної війни в країні було створено вісім «судів незалежності», де судили за виступи проти нового режиму)
- 1927—1928 — стамбульський суд для розгляду важких кримінальних злочинів
- 1928 — суд для розгляду важких кримінальних злочинів у Ризе
- 1928 — суд для розгляду важких кримінальних злочинів в Анкарі
- 1931 — кримінальний суд Другого району Стамбула
- 1933 — стамбульський суд для розгляду важких кримінальних злочинів
- 1933 — кримінальний суд Третього району Стамбула
- 1933—1934 — суд для розгляду важких кримінальних злочинів у Бурсі
- 1936—1937 — стамбульський суд для розгляду важких кримінальних злочинів
- 1938 — суд військового трибуналу
- 1938 — суд військово-морського трибуналу

## Творчість
Назим Хікмет увів у турецьку поезію вільний вірш, концептуально відмежувавшись від «силабічних поетів». Перші його вірші написані в силабічній системі, але пізніше він почав шукати нові форми. На Хікмета вплинули радянські футуристи, особливо Маяковський. Повернувшись на батьківщину в 1924 році, він швидко очолив турецький авангардний рух, експериментуючи в поезії, драматургії та написанні кіносценаріїв. Відмовившись від силабічної метрики, Хікмет перейшов на верлібр, який дозволив йому повніше реалізувати вокальні особливості турецької мови. Елементи османської віршованої традиції поєднані в його поезії з новітніми формами.
Невід'ємна змістовна риса поезії Хікмета — соціально-революційний пафос та патріотичні мотиви єднання зі співвітчизниками з нижчих народних верств. Водночас, поет відкидає будь-які спроби романтизації орієнталістських стереотипів.
На своїй батьківщині Хікмет залишається контраверсійною фігурою не лише через свої комуністичні погляди. Він донедавна був єдиним великим турецьким літератором, який відкрито говорив про турецько-вірменську різанину 1915 та 1922 років.
Один із найвідоміших віршів Хікмета — «Kız Çocuğu» («Дівчинка») — написаний від особи семирічної дівчинки: загинувши за десять років до того під час атомного бомбардування Хіросіми, вона закликає світ до миру. Цей антивоєнний твір набув широкої популярності, був покладений на музику й виконувався багатьма співаками в Європі та Новому Світі. В англійському перекладі, під назвою «I Come And Stand At Every Door», його виконувала група «The Byrds», Піт Сігер, групи «This Mortal Coil» та «The Fall». 5 серпня 2005 року, на 60-ту річницю бомбардування, пісню виконали в японському перекладі під час концерту в Хіросімі.
Назим Хікмет також виступав проти Корейської війни, в якій брала участь і Туреччина. Американський сенатор Джон Фостер Даллес у своїй промові розповів, що турецьким солдатам платять за участь у війні по 23 центи на місяць, тоді як американський солдат найнижчого ешелону отримує 70 доларів. У відповідь Хікмет написав протестного вірша «23 Sentlik Askere Dair» («Про солдата за 23 центи»).
Хікмет привітав розвінчання культу особи Сталіна на XX з'їзді КПРС і присвятив вірш цій події, порівнявши її з воскресінням Леніна. Він написав антисталіністську п'єсу «Чи існував Іван Іванович?», у якій двоє традиційних персонажів турецького народного театру спостерігають за трансформацією живої людини в бюрократичний гвинтик. Вистава, яку порівнювали з п'єсою Маяковського «Клоп», була заборонена одразу після прем'єри в Московському театрі сатири. Її ставили театри в Ризі, Празі та Софії.
У своїх п'єсах Хікмет застосовував техніку епічної драми Бертольта Брехта. Основні теми його драм — самотність, зрада та відчуження в капіталістичному суспільстві. В п'єсі «Забута людина» показано марність земної слави і нещасливе особисте життя, яке часто супроводжує позірний успіх у світі. «Дім небіжчика» — розповідь про жадобу і лицемірство, що панують у міщанській сім'ї з середнього класу. В основі драми «Ферхад і Ширін» лежить старовинна перська легенда. В СРСР її адаптували, поставивши за мотивами твору Хікмета балет на музику Аріфа Мелікова під назвою «Легенда про кохання». У п'єсі «Сабахат» демонструється, як політичні лідери експлуатують простих трудящих.
Багато віршів Хікмета було покладено на музику композитором Зюльфю Ліванелі. На німецьку мову його вірші перекладав відомий бард Ханнес Вадер. В СРСР за сценаріями Хікмета знято чотири кінофільми: «Двое из одного квартала» (1957); «Влюблённое облако» (1959); «Мир дому твоему» (1963); «Любовь моя, печаль моя» (1978).

### Поетичні збірки
- 835 Satır («835 рядків», 1929)
- Jokond ile Si-Ya-u («Джоконда і Сі Я-у», 1929)
- Varan 3 (1930)
- 1 + 1 = 1 (1930)
- Sesini Kaybeden Şehir («Місто, що втратило голос», 1931)
- Benerci Kendini Niçin Öldürdü («Чому Бенерджі покінчив з собою», 1931)
- Gece Gelen Telgraf («Телеграма, що прийшла вночі», 1932)
- Taranta Babu'ya Mektuplar («Листи до Таранта Бабу», 1935)
- Portreler («Портрети», 1935)
- Simavna Kadısı Oğlu Şeyh Bedreddin Destanı («Поема про сина судді Сімавни шейха Бедреддіна», 1936)
- Saat 21-22 Şiirleri («Вірші 9-10 години»)
- Kurtuluş Savaşı Destanı («Поема про Визвольну війну»)
- Dört Hapishaneden («Із чотирьох тюрем»)
- Rubailer («Рубаї»)
- Memleketimden İnsan Manzaraları («Людська панорама з моєї країни»)
- Kuvayi Milliye («Національні сили», 1968)

### П'єси
- Kafatası («Череп», 1932)
- Bir Ölü Evi («Дім небіжчика», 1932)
- Unutulan Adam («Забута людина», 1935)
- İnek («Дивак», 1955)
- Ivan Ivanoviç Var mıdır Yok mudur? («Чи був взагалі Іван Іванович?», 1956)
- Yolcu («Мандрівник»)
- Ferhat ile Şirin («Ферхад і Ширін»)
- Sabahat
- Yusuf ile Menofis («Йосиф і Менофіс»)
- Lüküs Hayat («Розкішне життя», оперета, написана під чужим іменем)

### Романи
- Kan Konuşmaz («Кров не говорить»)
- Yeşil Elmalar («Зелені яблука»)
- Yaşamak Güzel Bir Şey Be Kardeşim («Гарна штука бути живим, брате»)

На початку 2008 року Керем Бенґю, онук першої дружини Хікмета Пірайє, знайшов у її паперах раніше невідомий вірш «Чотири голуби» та готові чернетки трьох невиданих романів.

## Хікмет в мистецтві та культурі
- У 2007 році вийшов біографічний фільм про Назима Хікмета «Блакитноокий гігант» («Mavi Gözlü Dev»), присвячений рокам, які той провів у в'язниці Бурси.
- В італійському художньому фільмі Феєрія нерозуміння ключову роль в сюжеті грає книга Хікмета.
- Фінський гурт Ultra Bra записав пісню "Lähettäkää minulle kirjoja" ("Посилай мені книги") на витяг з перекладу вірша Хікмета.
- Хікмету присвячено вірш Ліни Костенко «Це називалось — творчі семінари...»